# 牙狼-GARO- ハガネを継ぐ者
『牙狼〈GARO〉 ハガネを継ぐ者』（ガロ ハガネをつぐもの）は、2024年1月11日から3月28日までTOKYO MX、BS日テレで放送された特撮テレビドラマ（BS日テレは深夜特撮扱い）。全12話。
キャッチコピーは、「未来に、継（）げ」。

## 概要
『牙狼〈GARO〉』シリーズのテレビ作品。2013年放送の『牙狼〈GARO〉〜闇を照らす者〜』から数えて10年を迎える道外流牙シリーズの最新作であり、新章のはじまりとなると明かされている。牙狼シリーズとしても、2020年放送の『GARO -VERSUS ROAD-』以来4年ぶりの新作となる。

## 登場人物
道外 流牙（） / 黄金騎士ガロ翔 / 黄金騎士ガロ闇 / ハガネ
本作品の主人公である、黄金騎士ガロの称号を受け継ぐ特定の管轄を持たない魔戒騎士。本作品からは髪型が横分けとなり、着用している魔法衣の外観も漆黒であることを除けば大きく変化している。
創磨たちほかの魔戒騎士に指導や助言をするなど、本作品では最高位の騎士としての風格を持ち合わせている。以前は魔戒語の読解を苦手としていたが、ホラー・シャウラスの魔戒語での質問に答える、魔戒法師・ムツギの手紙に書かれた魔戒語を難なく読むなど、魔戒語の読解力が向上している模様。新たに閃光剣舞という奥義を体得している。
魔戒騎士の鎧には上も下もない、光と闇の共存など、これまでの戦いに裏打ちされた他の守りし者にはない思想を持っており、創磨やアゴラの三騎士との交流や事態の解決に寄与することとなる。
本作では、コヨリを通じて受け取った、ムツギからの破滅ノ門の開門阻止への協力の依頼を受諾し、クレアシティを訪れる。白羽創磨と出会い、後に合流したアゴラの三騎士も含めた守りし者たちとともに、クレアシティでホラーと戦うことになる。
創磨のことを気にかけており、彼が激情に駆られ魔戒剣を手放した際も、創磨なしでホラーの討伐を進言したイグスの意見に反対し、彼の到着を待ったほか、隻眼の森での精霊・ラウルの試練を創磨に行わせるなど、彼の成長につながる行動をことあるごとに行っていた。
創磨の父・ゴドウとは3年前の失踪以前に面識があり、彼から「閃光剣舞」を伝授されると同時に、ゴドウから創磨と出会った際には気に掛けるように頼まれ、それを了承していた。その際に、もう1つの奥義・閃影剣舞についても聞かされており、後に体得することになる。
破滅ノ門に辿り着き、本性を見せたムツギと闇に惑わされた創磨と対峙。幻覚を見た創磨とゴドウとして戦い、闇を克服させる。ムツギ・ホラー態との戦いで、閃影剣舞を放ち、ガロの鎧を召還できなくなるが、イグスの魔戒剣でハガネを纏い、創磨とともに閃光剣舞を放ち、破滅ノ門を破壊ではなく封印という方法で、無力化した。
戦いの後、鎧の邪気を祓うためにクレアシティを創磨たちに託し離れる。ラストシーンでは、過去作に登場した相棒の魔戒法師・莉杏のアクセサリーを見つめていた。
魔導輪ザルバ
流牙のパートナーである指輪型魔導具。

白羽 創磨（）
ハガネの鎧を纏う無名の魔戒騎士。元々は光斬騎士ザンゴの称号を受け継ぐ正当な家系の出身だが、現在父と鎧が行方不明であるため、ハガネを纏っている。クレアシティを管轄としており、ゴドウが戻るまで誰の手を借りることもなく1人で街を守ろうする姿勢から、他の魔戒騎士の力を必要とせず、他者に対して突き放すような言動が多い。これらの言動の裏には失踪した父親であるゴドウへの思い入れが深く関係している。魔戒騎士としての剣の腕は粗暴ながらも確かなものがあり、ロンとオビの2人との模擬戦では2対1という不利な状況で2人と互角以上に渡り合うほどだが、流牙からは不安定な精神面を案じられている。
基本的に勝ち気で他の魔戒騎士を見下したような言動が多いが、実際には群衆の前で堂々とホラーとの戦闘を開始する、民間人をホラーとの戦いに巻き込む、流牙にそれらの不手際を叱咤された際には狼狽するなど、精神的にはかなり未熟なうえに不安定な情緒を抱えているが、これはかつて奥義・閃光剣舞を会得しようとして闇に呑まれ暴走した経験からくる焦りと闇への恐怖も要因の一つである。
イグスにゴドウが破滅ノ門に関わっている可能性を指定された際には怒り狂い、イグスに向かって魔戒剣を向けてしまい、流牙に制止され、一度はその場から立ち去る。その後、自身の過ちを悟りムツギに魔戒剣を預けてしまうも、流牙に諭されてからは覚悟をもって自身の弱さと向き合うことを決断、再び魔戒剣を手に取り、イグスに謝罪、仲間たちとともに破滅ノ門の脅威に立ち向かう。
破滅ノ門の前に辿り着いた際には、心滅獣身態となって破滅ノ門を封印していたゴドウの変わり果てた姿を目撃する。その悲しみと絶望につけ込んだムツギと誘惑者の手により心を闇に吞まれて、ザンゴの鎧の紋章を剣で押すことで鎧を返還。破滅ノ門の封印の封印を解き、流牙たちに刃を向けるが、流牙との戦いを通じて心の強さを得て正気を取り戻し、流牙とともに破滅ノ門を再封印する。

コヨリ
魔戒法師。流牙の前に現れ、彼をクレアシティへ誘う。体術に優れる。基本的に温厚で礼儀正しい性格だが、魔戒法師としては心身共に未熟でホラーの気配を感じ取れなかったりホラー相手に苦戦する傾向にあるほか、以前救った人間の負の一面を見て不信感を持つなど、魔戒法師としての経歴の浅さゆえの未熟さを持つ。クレアシティで育ち、街に住む人々を守るという強い使命感を持つ。創磨とは幼馴染の関係であり、師匠でもあるムツギとも師弟を超えた家族のような関係を築いている。

ムツギ
クレアシティを管轄する魔戒法師。騎士たちを強力な術や結界でサポートする。コヨリの師匠であり、弟子のコヨリとは師弟を超えた家族のような関係を築いている。破滅ノ門の開門が迫る深刻な事態を察知し、流牙とアゴラの三剣士をクレアシティに招いた。創磨の未熟さを理解しつつ、その心情を重んじて、これまでクレアシティに他の魔戒騎士を招集せず創磨とコヨリに任せていた。人格者ではあるが、他者に対して寛大過ぎる一面を持ち、創磨の未熟さを理解しながらもクレアシティの管轄を創磨1人に任せているが、これは失踪したゴドウへの想いゆえでもあり、自身でも己の欠点を自覚している。
実は破滅ノ門を開こうとしている黒幕であり、裏では破滅ノ門の中に眠る「禁断の果実」を手に入れて陰我のある人間を駆逐しようと企んでいた。
これは3年前、ホラーから救ったとある男が凶悪な連続殺人犯で、彼がその翌日になっても殺人を繰り返したことで、どんな外道であっても人間は救わなければならないという守りし者としての使命に絶望し、「ホラーのいない世界」を望むようになったことが主な原因となっている。
禁断の果実を得たムツギ
破滅ノ門が開いた後、思惑通りに禁断の果実を口にし、全知全能の力を得た姿。
人界に向けて闇のパルファムの匂いを可視化した赤い光の筋を放ち、結晶のような形をした障壁や邪気を集めた黒い球体、手から放つ電流などの法術で流牙たちを追い詰めるが、死闘の末に敗北。実際は禁断の果実を手に入れるよう誘惑者に利用されていたに過ぎず、果実を得た彼女の肉体を狙っていた誘惑者により、真実を告げられた直後に憑依され、ホラー化してしまった。

白羽 ゴドウ（） / 光斬騎士ザンゴ
謎の失踪を遂げたクレアシティを守っていた高名な魔戒騎士。創磨の父親でもあり、「光斬騎士ザンゴ」の称号を持つ。魔戒騎士の間で伝説とされる奥義「閃光剣舞」の使い手であったが、破滅ノ門に異常が出始めた3年前に謎の失踪を遂げている。魔戒騎士と心身共に成熟し常に落ち着いた物腰で、息子の創磨の成長を静かに見守っていた。また、現代では珍しい流牙同様の魔導具の持ち主でもある。
3年前の失踪の前、破滅ノ門の謎を解くために各地を巡っており、ジガルスを討滅した際に、ジガルスを追っていた流牙と出会っていた。流牙から閃光剣舞の伝授を請われ一度は断るが、ガロ闇の姿を見たことで、流牙が闇を力に変えることができることを知り承諾する。その後は流牙に閃光剣舞の伝授をしながら交流を持ち、流牙に閃影剣舞の存在や、息子がガロ＝自身の希望であることを伝え、流牙と別れる際に息子の創磨と出会うことがあればよろしく頼むという約束を交わす。
失踪の原因は、陰我のある人間を駆逐しようという狂気に駆られたムツギが開きかけた破滅ノ門を封じるべく、自らの犠牲を覚悟のうえで心滅獣身態となって急激に邪気を取り込んで、球体のような形状の門をふさいで抱え込んだまま硬化して息絶えたためである。
魔導輪イルヴァ
ゴドウが常に左手中指にはめている指輪型魔導具。性別は女性であり、礼儀正しい性格で、誰に対しても丁寧口調で話す。
破滅ノ門の開門と共に光斬騎士ザンゴの心滅獣身態から解放された。創磨にはゴドウが閃光剣舞を創磨なら使いこなせると信じていたことを伝える。破滅ノ門の封印後は創磨の手に渡る。

イグス
アゴラの騎士の団長を務める無名の魔戒騎士。熟練の魔戒騎士であり、ロンとオビの師でもある。強い使命感ゆえの厳しさを持ち、創磨の未熟さを認めておらず、以前から創磨の未熟さをムツギに指摘しており、クレアシティの管轄を創磨以外の適任の魔戒騎士に任せるべきと考えていた。その厳格さから創磨とは度々対立し、弟子のロンからも影で厳しい鍛錬への愚痴をこぼされるなど、他者との関係に溝を作ってしまうこともある。強引な一面もあり、半ば強制的に創磨にゴドウの失踪の現実と向き合わせようとするあまりに創磨に対して憶測の域を出ないにもかかわらず破滅ノ門の開門にゴドウが関わっていると発言したことで創磨を激怒させてしまう。他にも創磨の件でムツギとは対立気味で、互いに創磨に対するスタンスの相違から口論となることもある。
ガエラと戦闘になった際にはロンやオビと奮闘するも、喰らった魔戒法師の力をコピーしていたガエラに及ばず、ガエラに止めを刺されそうになったオビを庇って致命傷を負わされ、最期の力を振り絞ってオビやロンに魔戒騎士としての在り方を説くと、ガエラに捕食されてしまった。しかし、その最期の言葉は弟子のロンやオビの2人に受け継がれることとなった。

ロン
無名の魔戒騎士。経験則を基に慎重に行動する現実主義者。普段は気怠そうにしている飄々とした性格の持ち主で、歯に衣着せぬ物言いが仲間との衝突を招くこともある。特に創磨との関係は悪く互いに険悪な仲にある。反面、オビ同様に黄金騎士である流牙への畏敬の念は強い。普段は弟弟子のオビや創磨の世話を焼く面倒見の良さを持ち、騎士としての実力も流牙が認めるほどだが、魔戒騎士としては軽薄な面もあり、言動の節々にやる気のなさを感じさせ、イグスの厳しい鍛錬への愚痴をこぼすなど、創磨とは別の意味で未熟さを持つ。しかし、流牙と出会ったことで黄金騎士の重さを感じ取り、自らはハガネで良いと語るなど、軽薄なだけではない聡明さも持ち合わせている。

オビ
イグスの弟子で、戦歴の浅い無名の魔戒騎士。魔戒騎士としての歴が浅く、物事に対して希望を抱きがちな性格。ミーハーな面もあり、「黄金騎士ガロ」の称号を持つ道外流牙へ畏敬の念を隠さない。実力面でもまだまだ未熟で、鍛錬の際にも息切れを起こしたり模擬戦でも足を挫いたり、逃げ遅れた民間人を見つけた際に反射的に驚くなどの失敗もある。イグスに弟子入りしたばかりのころは黄金騎士になることを夢見ており、その過去が黄金騎士である流牙への畏敬の理由でもある。

誘惑者
闇のパルファムとともに出現し、破滅ノ門から溢れ出た邪気を浴びた陰我を持つ人間に囁いて陰我を増幅させ、ホラー化させる謎の存在。赤いコートに身を包んだ不気味な女性の姿をしている。
本作品の真の黒幕であり、破滅ノ門に潜んでいた邪悪な存在。守りし者の使命に絶望していたムツギの陰我につけ込んで裏で誘導し、破滅ノ門の開放と、その奥に眠る禁断の果実の入手を促していた。ムツギが果実の力を取り込んだ段階で姿を現し、真実を告げたうえで「お前の役目は終わった」と切り捨てて憑依、彼女の肉体を乗っ取る。
- 人間がわずかな陰我でもホラー化するという過程を具体的にビジュアル化するところで生まれたキャラクターである。

## ホラー
シャウラス
デジタルサイネージをゲートに出現した女性型ホラー。人間態時は白色の服を着用した不気味なモデルの女性・美和子の姿をしているが、ホラー態になると禍々しい外骨格を纏った露出の激しい悪魔のような姿となる。頭部にある2本の角を引きちぎることで二対の鎌状の武器に変形させて使用することもできる。通りすがりのサラリーマンの男性を捕食しようとしていたところを流牙に探知され、そのまま戦闘となるも、敵わないと知るやゲートに逃げ込もうとするも、それすらも阻止されたことでホラー態となり流牙に襲い掛かるも、ガロ翔の鎧を召還した流牙に一刀両断され討滅した。
- デザインモチーフはサソリで、頭部の角はサソリの爪をイメージしている。
- 粗削りな創磨との対比から流牙は達人のように無駄がないというスタイルを際立たせ、完全無欠感を出すためにガロの鎧を召還せずとも倒されるくらいの動きを見せているが、シャウラスがホラー態となったため、『牙狼』の原点でもある、鎧を召還してトドメを一撃で刺すという流れとなった。

レグレージ
建設業者に違法発注の責任を被せられた現場監督の男・村重勉が誘惑者によって建設業者たちへの怒りを増幅させ、ホラー化した男性型ホラー。ホラーとしての姿は大柄で分厚い獣皮に全身が覆われた獣人のような姿をしており、上記の建設業者を殴り殺した際に使用したハンマーが巨大化したハンマーを武器としたパワフルな戦闘を得意とする。ホラー化した際に、殺し損ねた建設業者一味の生き残りである新谷を追跡するも、そこを流牙とコヨリに介入され、民間人を庇いながらとはいえ、流牙相手に優勢となりコヨリの法術も圧倒的なパワーで粉砕するも、ハガネを纏った創磨に乱入され、一騎打ちとなるが、棍棒を破壊されて為す術も無く一刀両断され消滅した。
- デザインモチーフは獅子。これまであまり使用されていなかったフェイクファーを素材として使用している。
- 流牙の強さでは苦戦せずに倒せてしまう相手のため、流牙が満足に戦えないシチュエーションとして、レグレージの標的であった新谷が流牙の足にしがみついて枷となり、満足に戦えない状況にしている。

ルカルゴル
2人組の若者による暴行に遭っていた男・谷口武夫が誘惑者に唆される形でホラー化した男性型ホラー。ホラーとしての姿はカタツムリが擬人化したような姿をしており、編笠を被った状態にもなるほか、両腕がカタツムリの殻となっている他、右肩には小さなカタツムリの殻が密集している僧侶のような姿をしている。ホラー化した際には自身を暴行したチンピラの2人組を捕食し、その後も捕食を繰り返そうとしていたところを創磨に阻止され、そのまま戦闘となり、ホラー態に変貌してからは爆発する赤色の火球を高速で放つ攻撃で創磨を圧倒するも、ガロの鎧を纏った流牙の「閃光剣舞」で瞬殺されて消滅した。
- デザインモチーフはカタツムリ。顔は他のホラーとの差別化を持たせるために、顔は全体を造形で覆っている。

風祭・ホラー態
悪徳商法で金を稼ぐ男・風祭が電話をゲートに出現したホラーによってホラー化した男性型ホラー。ホラーとしての姿は顔面以外は人間時とあまり変わらない。人間であったころから金銭欲にまみれた性格で、登場した時点ですでにホラー化しており、闇のパルファムの影響で部下たちや、根城としていたオフィスビルにいた人々も後を追うようにホラー化し、流牙たちが駆けつけた時にはすでにオフィスビル全体が大量のホラーがたむろする魔窟となり果ててしまっていた。
ホラー化した後も金銭に執着しながらオフィス内を徘徊していた。部下たちは創磨やコヨリ、ムツギやアゴラの三剣士たちに掃討され、最期は流牙に呆気なく討滅される。討滅後、生き残っていた部下も夜明けとともに全員消滅した。

ガエラ
脚の怪我が原因でダンサーの夢を諦め、クレアホールの店員として働いていた女性・ナオミが、自身のライバルの女性ダンサー・モモコとマリーへ抱いた嫉妬心が闇のパルファムによって増幅した結果、ホラー化してしまった女性型ホラー。ホラーとしての姿はボンテージスーツを纏った爬虫類人間のような姿をしており、捕食した人間の能力を取り込んで我が物にして進化する性質を持つ。
モモコとマリーを捕食し、脚の怪我を完治させると同時に2人のダンス力を身に着けると、ホールに来ていた観客を襲っていたが、駆けつけたコヨリとムツギ相手に当初は苦戦するが、ムツギが法術で作り出した2体の従者・疾風と烈風を吸収することで魔戒法師の能力を獲得して魔導筆を手に入れて外骨格を形成してからは形勢逆転し、コヨリたちを圧倒し、さらに加勢したアゴラの三剣士相手にも終始優位に立ち回り、オビを庇ったイグスに致命傷を追わせた末に捕食し魔戒騎士の能力を獲得して魔戒剣を駆使するが、創磨とロンとオビの3人に徐々に押され始め、流牙の閃光剣舞で止めを刺される。最期はナオミの姿に戻り、自身の身に起きた事実を受け入れられないまま消滅した。
- デザインモチーフはヘビやトカゲ、爬虫類系。アシンメトリーということを意識して、すらっとしたカッコいいホラーにしたかったため、長身の男性がスーツアクターとなった。肩幅があるが、作り物の胸を大きくすることでバランスよく納め、体のラインを出すためにボンテ―ジな衣装で締めつけている。

ジガルス
過去にゴドウが戦ったホラー。髑髏の顔を持つ甲虫を模した異形の騎士のような姿をしており、口から火球を吐き出して攻撃する。
ザンゴの閃光剣舞によって討滅された。

ムツギ・ホラー態
誘惑者が、流牙たちに敗北したムツギを用済みとして切り捨てた挙げ句、彼女の「ホラーのいない世界」への執着心に付け入る形でその肉体に憑依してホラー化した姿。花を開花させたような装飾を纏った邪悪な風貌をしている。憑代となったムツギの意識は完全に消滅し、誘惑者に支配されている。
邪気を放つ無数の棘を飛ばし、強力な閃光を花房から発射するなど、多彩な攻撃を用いて流牙と創磨を追い詰めるが、最期はガロの金色をすべて闇の力に変えたガロ闇の渾身の閃影剣舞を喰らい、討滅された。
- 上半身はムツギ役の黒谷が演じており、下半身はオブジェのような造形物となっている。骨格などを意識した特殊メイクを施している。

## 関連用語
魔戒騎士
魔獣ホラーを討滅することを使命とする戦士。代々受け継がれし鎧を魔界より召還して戦う。基本的には一子相伝で、男性しかなれない。「ソウルメタル」という魔界の金属でできた鎧と武器で闘う。

黄金騎士ガロ
道外流牙が継承・召還する黄金の鎧にして、魔戒騎士の最高位たる称号。
本作品でも引き続き、劇場版『牙狼-GARO- -GOLD STORM- 翔』で初登場したガロ翔が基本の姿として登場するほか、テレビシリーズ『-GOLD STORM- 翔』で初登場したガロ闇が第八話の回想シーンと第十二話で登場した。

ハガネ
創磨やアゴラの三剣士が纏う称号を持たない無名の魔戒騎士が召還する、すべての騎士たちの始まりとされる誇り高き銀色の鎧の総称。
映像作品では、『牙狼-GARO- 〜MAKAISENKI〜』で初登場した鎧である。歴代の無名の魔戒騎士が修復や改良を重ねて作り上げた鎧のため、鎧武者のような外見をしている。魔戒剣が変化した長剣が武器で、背中には鬼の顔のような装飾が施されており、ワイヤー付きの銛を背部の突起から発射し、武器として用いるほか、床や壁に発射して自身を固定して立体的な動きを行う。これらの特徴的な姿は創磨限定ではなく、他の無名の魔戒騎士たちも共通しているが、召還する者によって瞳と首元の宝玉の色が変化する。瞳の色は創磨は青色、イグスは赤色、ロンは緑色、オビは黄色となっている。
創磨が鎧を召還する際には背後に円陣を描くことでハガネの鎧を召還する。アゴラの三剣士は上空に円を描くことで召還する。
第十二話では流牙がガロの鎧を召還できなかったため、イグスの魔戒剣を使用してハガネの鎧を召還している。
- 『MAKAISENKI』に登場するハガネを使いたいということとなったが、当時のデザインは初代『牙狼』の御月由児が描いた絵本に登場する騎士が大本で、それをリアルにしたものだが、無個性という特徴が突出していたため、和の方向に持っていってブラッシュアップし、新規でデザインし直している。鬼面が背中に付いているのは、魔戒騎士の鎧がもともと「ホラーが畏怖を感じる姿」というコンセプトで作られているため、未熟な魔戒騎士たちがハガネを纏うことが多いことから、鬼瓦のような意匠を戦闘において死角となる背中に付けて、身を守っているというイメージで、その効果を背中に持たせている。ガロと並び立った際にガロの横にゼロが並んでいるような見慣れないルックの相棒がいるというくらいの納まりになるよう、肩やふくらはぎ、太ももなど可動部に影響が出ない部分をガロに近づくようボリュームアップさせている。
- ハガネのスーツアクターを務める藤井祐伍の型取りを行って、スーツは藤井のサイズで作っている。

光斬騎士ザンゴ（）
「伝説」と他の守りし者たちから呼ばれ、尊敬のまなざしを向けられている、ゴドウが召還するパールホワイトの鎧および称号。遠目に見ると白色に見えるが、紋様が近くで見ると描かれている。各部には鋭角的な金色の装飾が備わっている。瞳の色は真紅で、フェイスガードで鼻から顎にかけて、表情を隠すように覆っており、鋭い牙が並ぶ凹凸がその下に確認できる。胸元には相棒の魔導輪イルヴァが装着されている。武器は牙狼剣に酷似した白色の両刃を持つ長剣「光斬剣」を使用する。鎧を召還する際は前方で8の字を描き、それを上空に剣で持ち上げることで鎧を召還する。
- ガロ闇との対比を意識してデザインされ、金と黒を用いたガロ闇に対して、金と白という配色になっている。白夜騎士ダンのように魔戒法師たちが住む里から誕生した鎧というイメージとなっている。デザインコンセプトは「恐ろしい魔物が鎧の中におり、光の布でそれを覆っている」というもので、目の奥には魔物の目、口元の下には恐ろしい牙がある。他の鎧とは材質が異なり、カチッとした完全な金属ではなく、金属でありながら布のようにしなやかな材質の「霊布」という素材が使われた鎧という設定の延長線上となっている。本来の魔戒騎士は狼の牙が口元に露出しているが、ザンゴは顔に霊布が張り付いているイメージで、牙が立体的な凹凸になって浮き出ている。

魔戒法師
魔戒騎士をサポートする術師たち。魔導具や札、魔導筆から繰り出される法術で闘う。各管轄の責任者は魔戒法師が務めている。

ホラー
魔界に棲む魔獣。人間と表裏一体の存在で、人間の邪心である“陰我”を宿したオブジェを介して人界へ出現し、陰我を抱えた人間に憑依し、人を喰らう。
- 本作品では、アクションに制限が出る全身造形のスーツではなく、体は生地などの衣裳、顔は特殊メイクを組み合わせて表現している。頭部、顎と顔の上、首にかかるものと、ある程度パーツ分けされているものを顔に貼っており、あらかじめ担当するスーツアクターの顔を型取りしているため、本人にしか合わず、使い回しも難しいという。目や唇はスーツアクター本人のままのため、パーツに合うよう色をその周辺に塗ったり、人間の皮膚の方に同化させている。軽さに加えて関節部分もある程度自由が利くようにしており、これまでのホラーと比較しても遜色ないようなボリューム感を出すため、手先や肩などの各部に動きの妨げにならないように大きなパーツを付けている。本作品のホラーは黒い闇が侵食していくという共通点があるため、人間態時には目や口の周りにそれが表れるという表現にしており、完全体にも繋がりを持たせることから、黒い闇を目や口の周囲にも残し、モヤモヤとした黒い血管を身体に浮き出ているような要素を入れている。
- また、負の感情を抱く人間に憑依してホラーが誕生するという設定のため、「七つの大罪」を裏テーマのようなものとして盛り込んでおり、それぞれの人間の欲に基づいてイメージされた象徴的な動物や昆虫をベースとしたデザインとなっている。

### その他の関連用語
クレアシティ
本作品の舞台となる荒野の中にある近代都市。無数の高層ビルがそびえ立ち、異様なモニュメントが街の中心部に屹立し、破滅ノ門がどこかに存在する。多くの人でにぎわう活気ある街だが、夜の繁華街は退廃的な雰囲気が漂い、強盗などの犯罪が頻発し、あまり治安は良くない。創磨とコヨリとムツギが管轄としており、3年前より異変が生じ始めて破滅ノ門が開きかけており、数か月前から著しくホラーの出現頻度が高くなっている。

アゴラの三剣士
クレアシティ近隣の街を管轄とする3人の魔戒騎士。3人全員が烈火炎装を使えるほどの実力者だが、3人で徒党を組んだ際の戦闘力は無数のホラー相手に善戦するほどに高くなり、連携にも優れ、ロンとオビの放った烈火炎装の斬撃をイグスが魔戒剣で受け止めると同時に切り裂いて無数の魔導火の拡散弾を放つ連携技を放つこともできる。イグスの死後は新たに創磨が加わることで新たなアゴラの三剣士の誕生となった。

破滅ノ門
最初に人間に陰我が芽生えてホラーがここから初めて人の世に現れ、封印されたとされる最古のゲート。破滅ノ門から漏れ出す「闇のパルファム」は甘い匂いで人間の陰我を増幅させて闇へと誘う働きを持ち、たとえホラーには憑依されるはずのないわずかな陰我しか持たない人間であっても、些細な不満や怒り、金銭欲などの負の感情でホラー化していく。破滅ノ門が開門に近づくに連れて闇のパルファムが漏れ出し、それがクレアシティでの著しいホラーの出現頻度が高まっていた原因とされる。
ホラーと人間の女性が融合したような禍々しい形状で、上向きのラインがホラーの側面、下向きのラインが人となっている。多大な犠牲を払いながらも純白の繭のような球状で封印され、現在は心滅獣身態となったザンゴの鎧に抑え込まれる形で扉は封印されている状態にある。創磨が魔戒剣でザンゴの鎧を突いたことで鎧が返還され、封印が解け、顔のような部位を真っ二つに割って10本の指が現れ、波動を2つの拳で放つようなイメージでゲートが開き、本来の姿へと戻る。
だが、ハガネの鎧を召還した流牙と創磨のすべてのガロの金色を闇の力に変えて放った閃光剣舞によって再び封印された。
- デザインコンセプトは太陰太極図。

隻眼の森
クレアシティの外れにある精霊の力によって閉ざされた森。3年に一度訪れる満月が赤く染まる「朱月の夜」にのみ、この森への道が開かれる。ラウルと呼ばれる異形の精霊が森の中に棲んでおり、彼の課す試練を突破した者が常闇の石の在りかを知ることができる。
常闇の石
破滅ノ門が封印されている迷宮アリビスに入るための鍵となる赤黒いオーラを纏った漆黒の石。闇に討ち勝つ力のある魔戒騎士のみが触れることができる。そのため、打ち勝つ力のある流牙とゴドウは触れられたものの、創磨は触れることはできなかった。
迷宮アリビス
破滅ノ門が封印された場所。クレアシティ郊外の高台にある石碑が入り口となり、常闇の石を石碑にはめ込むことで入ることができる。
最初に降り立つ「はじまりの場所」を中心に地平線の向こうまで続くほど巨大で、迷路のような構造となっており、さらに床に描かれた紋章による空間転移や魔戒剣の攻撃をも弾く壁の配置換えなどの仕組みにより、探究者を惑わす仕掛けになっている。
最終的に石碑に刻まれた「光宿せし者、終わり求めず、地を希み、 我らと共に」という一文を流牙がゴドウからの情報をもとに真に読み解き、奥底に安置されていた破滅ノ門に辿り着いた。
禁断の果実
破滅ノ門の門の中に隠された果実で、取り込んだ者に全知全能の力をもたらす。その正体は闇のパルファムの発生源で、人界を混沌の世に沈めようと企む邪悪な意思が宿っていた模様。

閃光剣舞（）
ゴドウが使っていた奥義で、ゴドウから伝授された流牙も使うことができる。
周囲の闇を取り込んで光に転用して放ち、光によって動きが止まった敵を目にも止まらない速度で斬り捨てる。
魔戒騎士の間で伝説と称されるほどの技だが、心身ともに多大なダメージを伴い、負荷がかかった鎧は損傷を避けるために強制的に送還される。また、闇を取り込む際に失敗すると闇に取り憑かれて暴走してしまう危険も孕んでいるため、戦況に応じて使う必要がある。

閃影剣舞（）
閃光剣舞とは表裏一体で、対となる技。光を漆黒の闇に変えて放ち、闇によって動きが止まった敵を目にも止まらない速度で斬り捨てる。
誘惑者との最終決戦にて、流牙がガロ闇の力を使って放った。
使用後は鎧に邪気が溜まりすぎてしまい、浄化するまでは鎧を召還できなくなる。

## キャスト
- 道外流牙 - 栗山航
- 白羽創磨 - 仲野温
- コヨリ - 中澤実子
- イグス - 朝香賢徹（2 - 7）
- ロン - 山本章博（2 - 5・7・10 - 12）
- オビ - 西銘駿（2 - 5・7・11・12）
- 誘惑者 - おしの沙羅（1・2・9・12）
- ムツギ - 黒谷友香（2 - 12）
- 白羽ゴドウ - 萩原聖人（3 - 6・8 - 10・12）

### 声の出演
- ザルバ - 影山ヒロノブ（1・2・4 - 7・11・12）
- イルヴァ - 鈴村ゆか（8 - 10・12）

### ゲスト
- 美和子 - 南部麻衣（1）
- 村重勉 - 渋江譲二（1）
- 杉田浩二 - 生島翔（1）
- 新谷 - 久田悠貴（1・3）
- 原西 - 谷風作（1）
- 佐山二郎 - ダンディ坂野（1）
- 谷口武夫 - 山村真也（2）
- ジン - 加藤大貴（2）
- コウタ - 西川大聖（2）
- 事務員A - 水口緒美（2）
- 事務員B - 安住奈桜（2）
- 疾風 - イワタキユウヤ（2）
- 烈風 - 萩野祐矢（2）
- ホームレス - 福谷孝宏（3）
- 風祭 - 賀集利樹（4・5）
- ホラー - 加藤あやの、柊木みずほ、有里まりな、川崎裕也、櫛部哲史（4・5）
- ホラーに襲われる女性 - 岡知里、七世真理子（5）
- ナオミ - 西野未姫（6・7）
- マリー - 村島未悠（6・7）
- モモコ - 神山みれい（6）
- ダンサー - Ikumi、Asa（バーレスク東京 / 6）
- スタッフ - 酒井貴浩（6）
- ラウル - 和田佳功汰（6）
- ラウルの声 - 鈴村健一（6）

### スーツアクター
- 黄金騎士ガロ翔（2・3・7） - 田之上生海
- 黄金騎士ガロ翔（1） / 黄金騎士ガロ闇（8） / ハガネ（1・2・5・11・12） / 光斬騎士ザンゴ（8 - 10） - 藤井祐伍
- シャウラス - 石原有梨（1）
- レグレージ - 花田元輝（1 - 3）
- ルカルゴル（2・3）、ガエラ（7） - 坂井良平
- ジガルス（8） / 黄金騎士ガロ翔（11） / 黄金騎士ガロ闇（12） - 松岡航平

## スタッフ
- 原作 - 雨宮慶太
- エグゼクティヴ・プロデューサー - 二宮清隆
- 企画・プロデューサー - 田中文
- プロデューサー - 比嘉一郎、岡林修平
- アシスタントプロデューサー - 山岡健太、小平健太郎
- キャスティング - 山口正志
- 撮影 - 星潤哉、西岡章
- 照明 - 南園智男
- 美術 - 小泉博康
- 録音 - 平直樹
- VFXスーパーバイザー - 中川茂之、鹿角剛
- 記録 - 栗原節子
- 編集 - 伊藤潤一
- 助監督 - 阿部満良
- 制作担当 - 阿久根裕行
- スタイリスト - 黒田匡彦
- ヘアメイク - 那須野詞、山井優
- 衣装デザイン - YOU-KO
- 魔導具制作・魔戒剣デザイン制作 - 川上登
- 特殊造形コーディネーター - 中田彰輝
- ホラー デザイン&監修 - JIRO
- デザインワークス - 雨宮慶太、高橋健、酉澤安施、本多真
- 製作 / 制作 - 東北新社
- 脚本 - 兒玉宣勝、吉﨑崇二
- 脚本協力 - 松田康洋
- アクション監督 - 鈴村正樹
- 監督 - 松田康洋、田中佑和、木村好克

## 音楽
オープニングテーマ「GARO ハガネを継ぐ者 with JAM Project」
作曲・編曲 - 梶浦由記
エンディング主題歌
「其れは穢れなき修羅の涙」（1 - 11）
作詞 - 奥井雅美 / 作曲 - 福山芳樹 / 編曲 - 寺田志保 / 唄 - JAM Project
「乱」（12）
作詞 - 奥井雅美 / 作曲 - きただにひろし / 編曲 - 寺田志保 / 唄 - JAM Project

## 制作
当初は道外流牙の劇場作品という形で進められていたが、諸事情によってテレビシリーズに移行となった。
劇場作品の構想時点ではハガネの騎士は登場しない作品で、テレビシリーズに移行した後も、初期はハガネに重きを置いた作品ではなく、創磨がザンゴを継承して終わる作品となっていた。そのため、鎧のデザインを担当した雨宮慶太も当初ザンゴのデザインに力を入れていた。しかし、サブタイトルである「ハガネを継ぐ者」が決定して、方針が変わり、アゴラの三騎士がフィーチャーされ、雨宮慶太もハガネの鎧のデザインに力を入れるようになったと語っている。
最終回の破滅ノ門の結末に関しては、主役である栗山航の意見で、破壊ではなく封印となった。栗山航は、破壊した結果より強大な邪悪が現れる可能性を鑑みて、先人たちの選択を踏襲したという旨を語っている。また、ラストシーンの莉杏のアクセサリーについては、雨宮慶太のアドバイスがあり取り入れられたシーンで、無いバージョンも撮影しており、実際使用するかは制作陣に委ねられていた。
「乱」は、元々挿入歌の予定でバトルシーンで使用される予定だった。実際には、地上波提供クレジットと最終回のエンディングテーマとして使用されており、JAM Projectの影山ヒロノブは、扱いが大きくなり良い意味で驚いたと語っている。

## 放映リスト
※放送日はTOKYO MX準拠
| 放送日         | 話数     | サブタイトル | 登場ホラー            | 脚本     | 監督     |
| -------------- | -------- | ------------ | --------------------- | -------- | -------- |
| 2024年 1月11日 | 第一話   | 創（）       | シャウラス レグレージ | 兒玉宣勝 | 松田康洋 |
| 1月18日        | 第二話   | 兆（）       | レグレージ ルカルゴル | 吉﨑崇二 | 松田康洋 |
| 1月25日        | 第三話   | 鋼（）       | レグレージ ルカルゴル | 兒玉宣勝 | 田中佑和 |
| 2月1日         | 第四話   | 傷（）       | 風祭ホラー態          | 兒玉宣勝 | 木村好克 |
| 2月8日         | 第五話   | 悟（）       | 風祭ホラー態          | 兒玉宣勝 | 田中佑和 |
| 2月15日        | 第六話   | 眼（）       | ガエラ                | 吉崎崇二 | 木村好克 |
| 2月22日        | 第七話   | 惨（）       | ガエラ                | 兒玉宣勝 | 松田康洋 |
| 2月29日        | 第八話   | 閃（）       | ジガルス              | 吉崎崇二 | 松田康洋 |
| 3月07日        | 第九話   | 門（）       | -                     | 兒玉宣勝 | 木村好克 |
| 3月14日        | 第十話   | 惑（）       | -                     | 吉﨑崇二 | 木村好克 |
| 3月21日        | 第十一話 | 誘（）       | -                     | 兒玉宣勝 | 松田康洋 |
| 3月28日        | 第十二話 | 継（）       | ムツギ・ホラー態      | 兒玉宣勝 | 松田康洋 |

## 放送・配信
| 放送期間                | 放送時間                     | 放送局   | 対象地域 | 備考   |
| ----------------------- | ---------------------------- | -------- | -------- | ------ |
| 2024年1月11日 - 3月28日 | 木曜 22:00 - 22:30           | TOKYO MX | 東京都   |        |
| 2024年1月12日 - 3月29日 | 金曜 0:30 - 1:00（木曜深夜） | BS日テレ | 日本全域 | BS放送 |

ネット配信はバンダイチャンネル・Hulu、ふらっと動画（ネットカフェ）、TELASA、、J:COM STREAM、milplus、auスマートパスプレミアム、U-NEXT、HAPPY!動画、TVer、牙狼公式YouTubeチャンネルにて、2024年1月より随時配信中。

## 特番
2023年12月30日にTOKYO MXにて、劇場版『牙狼<GARO> -GOLD STORM- 翔』の放送とともに、栗山航、仲野温、中澤実子の3人による対談を含む特番が放送された。

## 関連商品

### DVD・Blu-ray
2024年9月4日に東北新社からDVDとBlu-rayBOXが発売された。

### 音楽配信・CD
其れは穢れなき修羅の涙
2024年3月27日にEarkthから発売された、JAM Projectのシングル。本作のオープニング、エンディングテーマ、挿入歌が収録されている。
「牙狼＜GARO＞ ハガネを継ぐ者」オリジナル・サウンドトラック
2024年9月4日にEarkth / HS Recordから配信された、本作のサウンドトラック。

## イベント
JAM Project × 牙狼 LIVE 2023 烈火炎奏
2023年12月1日、豊洲PITにて行われたJAM Projectのイベント。JAM Projectが歌っている牙狼シリーズの楽曲のライブ。本作のエンディングテーマである、「其れは穢れなき修羅の涙」が先行で披露された。
完成披露試写会
2024年1月9日に新宿バルト9にて開催されたイベント。本作品の1話と2話を上映した。舞台挨拶では出演者の栗山航、仲野温、中澤実子、黒谷友香、萩原聖人が登壇し、宮島咲良が司会進行役を務めた。牙狼・闇とハガネのスーツも登壇した。
牙狼展・前夜祭 -ザルバ達の宴-
2024年2月1日に開催されたファン交流イベント。下記の牙狼展の前夜祭として開催。関係者や出演者のトークイベントが行われた。
牙狼展～守りし者の記憶～
本作品の放送を記念して、2024年2月2日から25日まで有楽町マルイ8Fイベントスペースにて開催された牙狼シリーズの展覧会。歴代シリーズの衣装や小道具などを展示し、グッズの販売もされた。
『牙狼＜GARO＞ ハガネを継ぐ者』 Blu-ray＆DVD BOX発売記念イベント
2024年11月23日にユナイテッド・シネマ豊洲にて開催されたイベント。栗山航、仲野温、中澤実子が登壇。お笑い芸人のホロッコのほり太が司会を務めた。

## コラボレーション
- 箱根そば・箱根そば本陣（小田急レストランシステム、2024年1月29日 - 同年2月20日） - コラボメニューを発売[39]。